# Біофізичні методи
Біофізичні методи — набір методів, які використовуються для дослідження фізичних властивостей біологічних систем.

## Основні методи
- Математичне моделювання — методи теоретичного опису біологічних систем.
- Круговий дихроїзм — метод виявлення хіральних груп в молекулах, визначення вторинної структури білків.
- Обчислювальна хімія — застосування обчислювальних методів для визначення структури і динаміки молекул (наприклад, молекулярна динаміка).
- Подвійна поляризаційна інтерферометрія — аналаітичний метод, який застосовується для вимірювання конформації і активності широкого класу біомолекул в реальному часі.
- Електрофоретичні методи — використовуються для визначення маси, заряду, або взаємодій між біологічними молекулами.
- Ізотермальна титрувальна калориметрія — метод для вимірювання теплових ефектів, що є результатом взаємодій між молекулами.
- Оптичні щипці або Магнітні щипці — дозволяють маніпулювати одиничними молекулами. Використовують для дослідження нуклеїнових кислот, особливо взаємодію ДНК з білками (такими як гелікази чи полімерази).
- Центрифугування і ультрацентрифугування — методи вивчення форми і маси молекул.
- Patch-clamp - метод локальної фіксації потенціалу клітинної мембрани. Дозволяє вимірювати різницю електричних потенціалів через поодинокі йонні канали в мембрані.
- Мікроскопія

1. 1. Оптична мікроскопія
  2. Електронна мікроскопія — метод, що використовується для отримання зображень високої якості.
  3. Лазерна конфокальна мікроскопія — метод, що використовується для отримання зображень та відео флуорисцентних молекул.
  4. Силова мікроскопія — метод, що дозволяє отримувати зображення окремих атомів.
  5. Денситометрія електронної хмарки — метод, що дозволяє отримувати зображення окремих молекул, атомів та хімічних зв'язків.

- Спектроскопія

1. 1. Спектрофотометрія — вимірювання проходження світла через різні розчини чи речовини за різної довжини хвилі. Один з видів методу — колориметрія.
  2. Інфрачервона спектроскопія
  3. Оптична спектроскопія
  4. Ультрафіолетова спектроскопія
  5. Спектроскопія одиничних молекул — клас методів, які достатньо чутливі щоб відстежувати поодинокі молекули, часто включають флуоресцентну детекцію.
  6. Мас-спектрометрія — метод визначення молекулярної маси, хімічного складу, фазового складу та молекулярної структури речовин.
  7. ЯМР-спектроскопія — метод вивчення структури і динамічних властивостей молекул (див. наприклад ЯМР-спектроскопія білків).
  8. Електронний парамагнітний резонанс — використовується для визначення концентрацій певних молекул.
  9. Флуоресцентна спектроскопія — метод, що використовується для знаходження структурних перебудов молекул та взаємодій між ними.
  10. Силова спектроскопія — використовується для визначення механічних властивостей окремих молекул або макромолекулярних ансамблів з допомогою кантиліверу, фокусованого лазерного проміння, або магнітних полів.

- Хроматографічні методи — методи очищення і аналізу біологічних молекул.
- Кристалографія рентгенівськими променями — метод вивчення структури з атомною точністю.